# ديشار أسامي
ديشار أسامي (الاسم العلمي: Pteris assamica) هو نوع نباتي يتبع جنس الديشار من فصيلة الديشارية.